# Mick Schumacher
Mick Schumacher   (Vufflens-le-Château, 22 de març de 1999) és un pilot d'automobilisme helvèticoalemany.
Schumacher va començar la seva carrera en el món del motor el 2015, després dels karts. Ha aconseguit dos subcampionats a Fórmula 4, va ser campió de la Fórmula 3 Europea el 2018 i de Fórmula 2 el 2020. Va ser el pilot de Haas F1 Team des del 2020 fins al 2022. Actualment és el pilot de reserva del equip de Fórmula 1 de Mercedes.
És fill del set vegades campió de Fórmula 1 Michael Schumacher.